# Martina Kettler

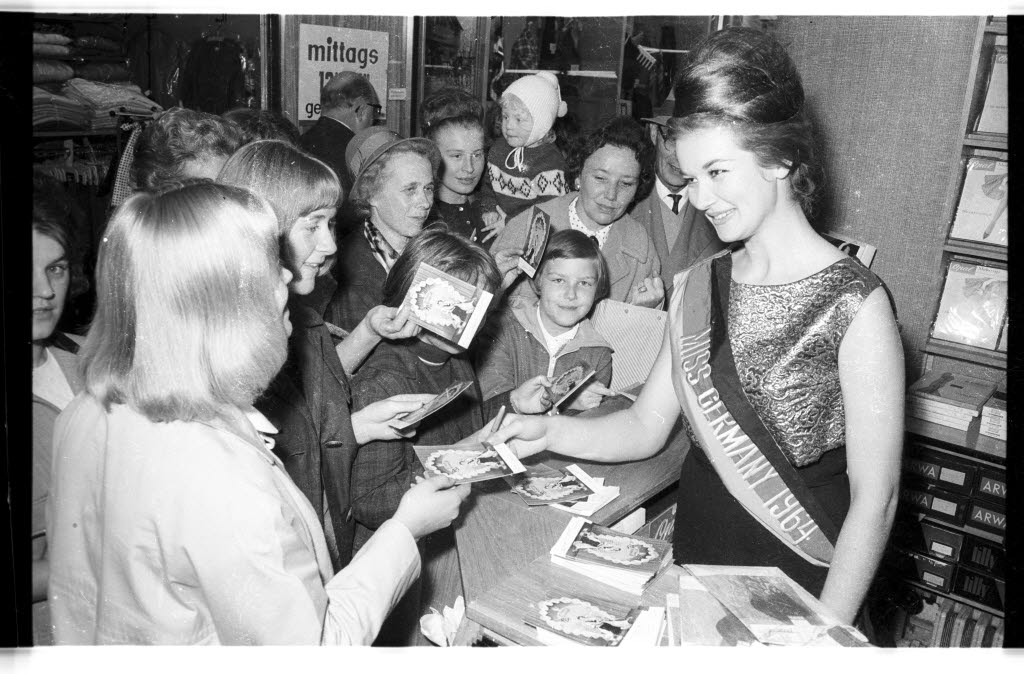
Martina Kettler bei einer Autogrammstunde in einem Modehaus in Kiel (1964)

Martina Kettler (* im 20. Jahrhundert) ist ein ehemaliges deutsches Fotomodell sowie Schönheitskönigin.
1964 wurde sie in Berlin zur Miss Germany gekrönt. Sie gewann außerdem ein Stipendium der Opal-Textilwerke im Wert von 20.000,- DM.
Am 1. August 1964 nahm sie in Miami Beach (Florida, USA) an der Wahl zur Miss Universe teil.